# Sipahi

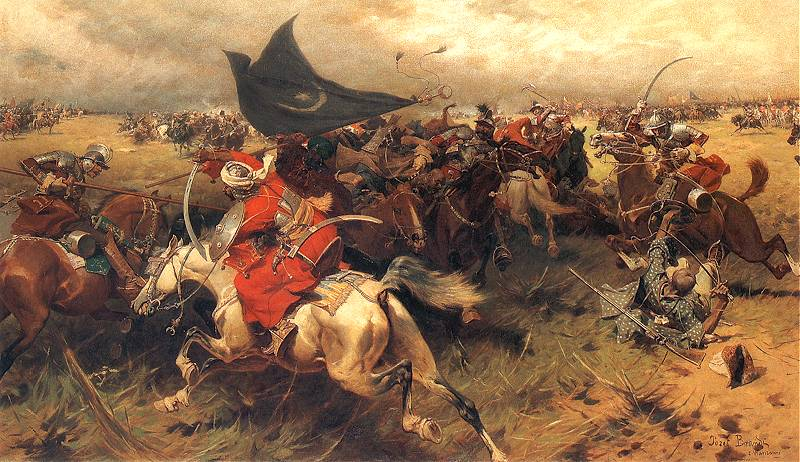
Ottomaanse Sipahi’s in een gevecht.

Sipahi (Osmaans: سپاهی sipahi, ook wel geschreven als spahi, sepahi, en spakh) is de benaming voor verschillende Ottomaanse cavalerie-eenheden. Verder werd de naam samen met spahi gebruikt ter aanduiding van enkele Franse en Italiaanse koloniale legereenheden in de 19e en 20e eeuw.

## Ottomaanse leger
De naam sipahi is van oorsprong Perzisch en betekent “leger”; sipahi slaat op alle ruitertroepen anders dan de akıncıs en nomadenruiters in het Ottomaans leger. Het woord is derhalve synoniem aan cavalerie. 

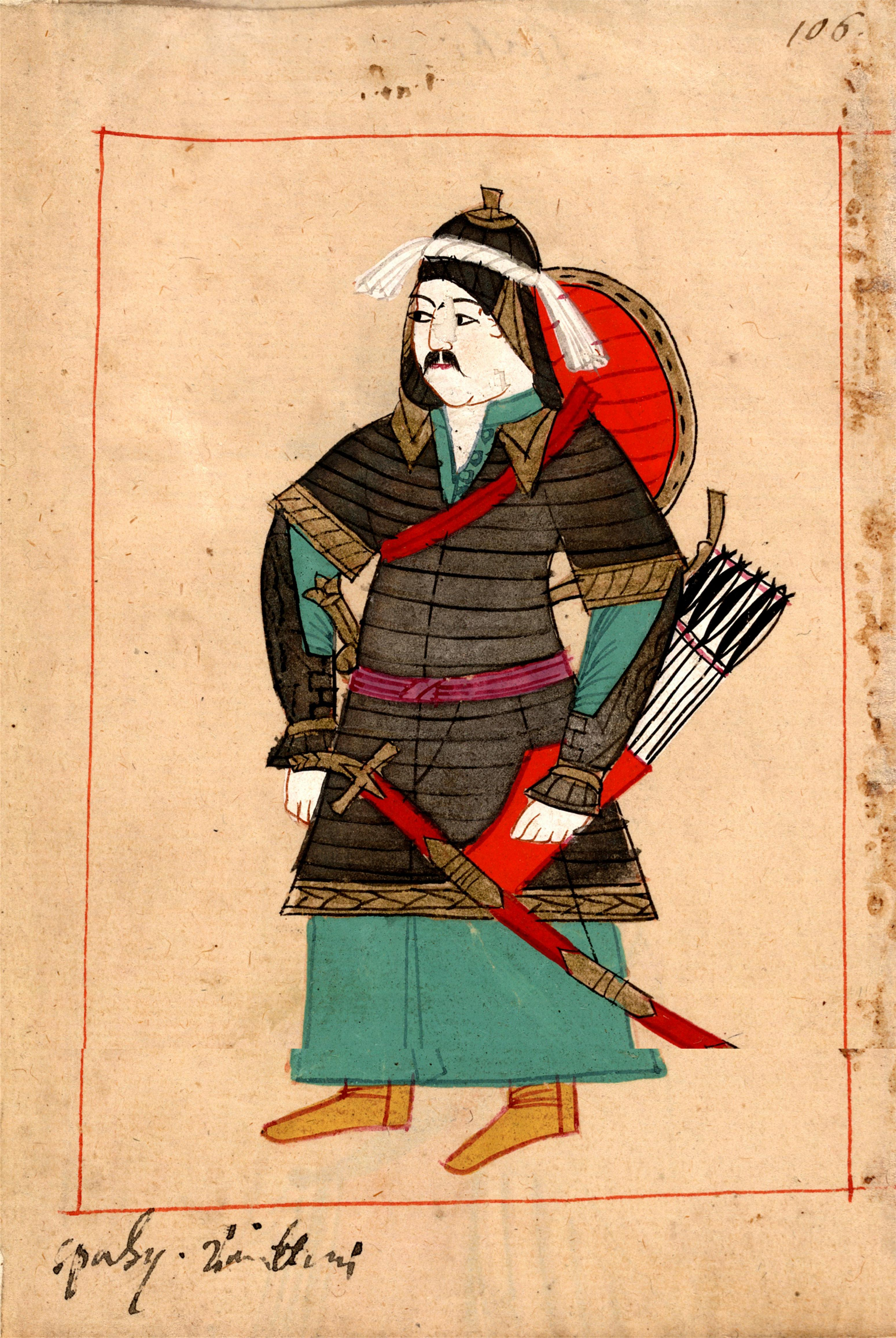
Timarli sipahi

Onderling kenden de sipahi onderscheid in de provinciale timarlı sipahi en kapıkulu sipahi.
De simarli sipahi waren allemaal eigenaar van een eigen stuk land, dat rechtstreeks door de Ottomaanse sultan aan hen was geschonken. In ruil voor militaire diensten aan de sultan mochten deze sipahi alle inkomsten van hun stuk land zelf houden. Hun status was vergelijkbaar met de ridders in Europa. Anders dan bijvoorbeeld de janitsaren waren de simarli sipahi uitsluitend etnische Turken. De rang van timarli sipahi bestond derhalve niet in de niet-Turkse provincies van het Ottomaanse Rijk. In de klassiek-Ottomaanse periode vormden de timarli sipahi het grootste gedeelte van het Ottomaanse leger. Hun standaard wapens waren een rond schild,  een lans, zwaard, speer en een maliënkolder ter bescherming. 
De kapıkulu sipahi waren soldaten die rechtstreeks in dienst waren van het Ottomaanse Rijk, en daarvoor soldij ontvingen. Ze konden worden beschouwd als de cavalerie-versie van de Janitsaren. Ze werden voor het eerst opgericht tijdens de regeerperiode van Murat I . Vanaf de tijd van Mehmet II waren ook deze sipahi uitsluitend etnische Turken. De kapikulu sipahi kenden zes divisies. In veldslagen dienden ze meestal als achterhoede en reservisten, of als persoonlijke beschermers van de sultan en vizier. 

## Franse leger
In 1834 werden in het Franse leger in Noord-Afrika cavalerie-eenheden van spahi's gevormd. Het ging om lichte cavalerie waarvan de leden aanvankelijk onder de autochtone bevolking werden gerecruteerd. Zij gingen gekleed in Arabische stijl. In de loop der tijd werd er meer en meer gerecruteerd onder Fransen. In aanloop naar de Tweede Wereldoorlog werden regimenten van Marokkaanse, Algerijnse en Tunesische spahi's voor het grootste deel omgevormd tot pantsereenheden. In 1962 werden de spahi-regimenten binnen het Franse leger ontbonden.